# Farmington (Jefferson County, Wisconsin)
Farmington je město v okrese Jefferson County ve státě Wisconsin ve Spojených státech amerických. K roku 2010 zde žilo 1 380 obyvatel. S celkovou rozlohou 90,9 km² byla hustota zalidnění 15 obyvatel na km².